# FC AK Roodeport
Football Club Azziz Kara – południowoafrykański klub piłkarski z siedzibą w mieście Roodepoort.

## Historia
Football Club Azziz Kara został założony w 1997 jako Mabopane Young Masters FC. W drugiej lidze południowoafrykańskiej Mabopane Young Masters zadebiutował w 1999. W 2006 klub zmienił nazwę na FC AK. W 2009 klub spadł do trzeciej ligi, by rok później powrócić do drugiej.

## Reprezentanci kraju grający w klubie
- Daniel Tshabalala
- Peter Petersen
- Thabang Stemmer
- Michel Nzamongini Babale
- Abdoulaye Camara
- Perry Mutapa
- Dennis Lota
- Siza Dlamani
- Charles Yohane
- Edelbert Dinha
- Alois Bunjira
- Edzai Kasinauyo